# Боровський Володимир Лукич
Боровський Володимир Лукич (*18 січня 1907, село Зіньків — †1987, США) — церковний діяч.

## З життєпису
Один з засновників Української євангелістської реформаторської церкви на Волині (1930—1940), у Німеччині (1940—1947), США (1950—1972).
Співавтор «Історії Української євангелістсько — реформаторського руху» (1980).